# Gynoplistia (Gynoplistia) attrita
Gynoplistia (Gynoplistia) attrita is een tweevleugelige uit de familie steltmuggen (Limoniidae). De soort komt voor in het Australaziatisch gebied.